# Rio Mamuaba
Rio Mamuaba är ett vattendrag i Brasilien.   Det ligger i delstaten Paraíba, i den östra delen av landet, 1 700 km nordost om huvudstaden Brasília.
Omgivningarna runt Rio Mamuaba är en mosaik av jordbruksmark och naturlig växtlighet. Runt Rio Mamuaba är det ganska tätbefolkat, med 93 invånare per kvadratkilometer.